# Isophya adelungi
Isophya adelungi är en insektsart som beskrevs av Stshelkanovtzev 1909. Isophya adelungi ingår i släktet Isophya och familjen vårtbitare. Inga underarter finns listade i Catalogue of Life.